# 2,5-Dimethyl-4-(4-nitrophenylazo)anisol
2,5-Dimethyl-4-(4-nitrophenylazo)anisol (DMNPAA) ist eine chemische Verbindung aus der Stoffgruppe der Azofarbstoffe, die zur Herstellung photorefraktiver Polymerverbundwerkstoffe für die holografische Datenspeicherung verwendet wird.

## Darstellung
2,5-Dimethyl-4-(4-nitrophenylazo)anisol ist durch eine Azokupplung von diazotiertem 4-Nitroanilin auf 2,5-Dimethylanisol zugänglich.

## Eigenschaften
Durch Dotierung von  photoleitfähigem Polyvinylcarbazol als Polymermatrix mit N-Ethylcarbazol als Weichmacher, 2,4,7-Trinitro-9-fluorenon als Sensibilisator und DMNPAA als elektrooptische Komponente erhält man einen Polymerverbundwerkstoff mit hocheffizienten photorefraktiven Eigenschaften und einer Beugungseffizienz von fast 100 %.